# Dick Axelsson
Dick Axelsson (* 25. April 1987 in Stockholm) ist ein schwedischer Eishockeystürmer, der seit 2018 wieder beim  Djurgårdens IF in der Svenska Hockeyligan spielt. Zudem ist er als Inlinehockeyspieler aktiv.

## Karriere

### Anfänge in Huddinge und bei Djurgårdens IF
Dick Axelsson begann seine Karriere 2003 bei der U18-Nachwuchsmannschaft von Huddinge IK und stieg ein Jahr später zu den U20-Junioren auf. Dort etablierte er sich als Torjäger und erzielte in der Saison 2004/05 zwölf Tore in 31 Spielen. In der folgenden Saison steigerte er seine Torausbeute auf 19 Treffer in 28 Spielen und bereitete zudem 15 Tore vor, weshalb er auch noch in derselben Spielzeit in der Seniorenmannschaft von Huddinge in der drittklassigen Division 1 zum Einsatz kam und auch dort mit 17 Toren in 23 Spielen überzeugen konnte. Somit hatte er Anteil am Aufstieg in die HockeyAllsvenskan.
Die Detroit Red Wings wählten ihn daraufhin im NHL Entry Draft 2006 in der zweiten Runde an Position 62 aus. Und auch in seiner schwedischen Heimat wurde man auf ihn aufmerksam, sodass ihn Djurgårdens IF aus der hochklassigen Elitserien unter Vertrag nahm. Jedoch lief sein Vertrag bei Huddinge IK bis 2007, wodurch es zu Auseinandersetzungen zwischen beiden Mannschaften kam. Axelsson kehrt schlussendlich zwei Monate nach Saisonbeginn zu Huddinge zurück, wo er in 25 Spielen 21 Scorerpunkte erzielte.
Im Sommer 2007 nach Ablauf seines Vertrags wechselte er schließlich zu Djurgårdens IF und spielte eine gute Debütsaison mit zwölf Toren und 13 Assists in der Elitserien, weshalb er nach dem Ende der Spielzeit in den Kader der schwedischen Nationalmannschaft für die Weltmeisterschaft berufen wurde. Im April 2008 kam es aber zu einer Auseinandersetzung zwischen Axelsson und der Polizei, woraufhin er eine Nacht im Gefängnis verbringen musste. Nationaltrainer Bengt-Åke Gustafsson strich ihn daraufhin noch vor Beginn des Turniers aus dem Kader.
Stattdessen spielte er im Juni 2008 für Schweden bei der Inlinehockey-Weltmeisterschaft, führte das Team mit neun Toren und sieben Assists in sechs Spielen zum Gewinn der Goldmedaille und wurde selbst zum wertvollsten Spieler des Turniers gewählt.

### Wechsel nach Nordamerika
Dick Axelsson, der im Sommer 2008 einen Einstiegsvertrag bei den Detroit Red Wings unterschrieb, galt zu diesem Zeitpunkt als intelligenter Torjäger mit einem harten Schuss, der auch körperlich hart spielen könne. Zudem war er ein schneller Schlittschuhläufer. Allerdings sollte er konstantere Leistungen zeigen und undisziplinierte Aktionen vermeiden, um nicht mehr unnötige Strafminuten zu sammeln.
Zu Beginn der Saison 2008/09 verletzte sich Axelsson bereits im zweiten Saisonspiel am Schlüsselbein und fiel längere Zeit aus. Nach seiner Rückkehr konnte er an die Leistungen des Vorjahres anknüpfen und erzielte 12 Punkte in 18 Spielen, wurde aber Mitte Dezember 2008 von Djurgården zum Ligakonkurrenten Färjestad BK transferiert, nachdem die sportliche Leitung mit der Arbeitseinstellung und Disziplin von Axelsson unzufrieden war. Bei Färjestad setzte er seine produktive Saison mit 18 Punkten in den letzten 21 Spielen fort. In den Playoffs verletzte er sich an der Hand, kehrte im Finale um die schwedische Meisterschaft wieder in die Mannschaft zurück und gewann schließlich den Titel. Kurz darauf erhielt er einen Probevertrag bei den Grand Rapids Griffins, dem Farmteam von Detroit aus der AHL, kehrte aber noch vor dem Ende der Saison und ohne einen Einsatz wieder zurück nach Schweden, da seine Handverletzung noch nicht auskuriert war.
Im Herbst 2009 gab Axelsson schließlich sein Debüt in Nordamerika und hinterließ einen guten ersten Eindruck mit einem Treffer und einer Vorlage in seinem AHL-Premierenspiel. Diese Leistung konnte er auch in den folgenden Spielen bestätigen, ehe ihn eine Verletzung für ein paar Spiele außer Gefecht setzte und seine Form daraufhin stark abnahm. Mitte November erklärte Axelsson, dass er nach Schweden zurückkehren möchte, was das Management der Red Wings jedoch ablehnte. Nach weiteren schwachen Spielen ging Axelsson Mitte Dezember schließlich doch zurück nach Schweden, wo er über Weihnachten am Trainingslager seines ehemaligen Teams Färjestad BK teilnahm. Eine Spielberechtigung für die Elitserien hing aber noch von der Zustimmung der Detroit Red Wings ab, die sie schließlich einen Monat später erteilten. Im Mai 2011 wurde Axelsson von MODO Hockey verpflichtet, nachdem er in der vorhergehenden Spielzeit mit Färjestad BK zum zweiten Mal in seiner Karriere die schwedische Meisterschaft gewonnen hatte und ins All-Star-Team der Elitserien gewählt worden war.
Bei der Weltmeisterschaft 2013 in Stockholm und Helsinki war er erneut Teil der Nationalmannschaft und gewann mit dieser die Goldmedaille.

### Wechsel in die Schweiz
Im Mai 2014 wurde Axelsson vom HC Davos verpflichtet und avancierte dort unter Cheftrainer Arno del Curto schnell zum Führungsspieler. Am Ende der Saison 2014/15 gewann er mit dem Club die Schweizer Meisterschaft. In der Saison 2016/17 musste er erst wegen einer Hirnerschütterung pausieren, aufgrund einer Knieoperation fehlte er anschließend für längere Zeit. Am 23. Januar 2017 gab er bekannt, dass er in dieser Saison nicht mehr aufs Eis zurückkehren werde. Er absolvierte in diesem Spieljahr nur acht Partien in der NLA. Im April 2017 kehrte er nach Schweden zurück und wurde vom Färjestad BK unter Vertrag genommen.

## Erfolge und Auszeichnungen

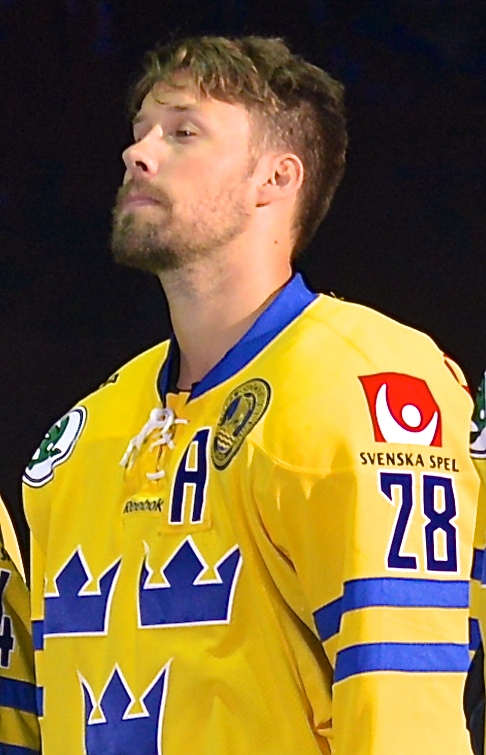
Axelsson im Trikot der schwedischen Nationalmannschaft (2014)

### Eishockey
- 2009 Schwedischer Meister mit Färjestad BK
- 2011 Schwedischer Meister mit Färjestad BK
- 2011 Elitserien All-Star Team
- 2013 Goldmedaille bei der Weltmeisterschaft
- 2014 Bronzemedaille bei der Weltmeisterschaft
- 2015 Schweizer Meister mit dem HC Davos

### Inlinehockey
- 2008 Goldmedaille bei der Weltmeisterschaft
- 2008 Wertvollster Spieler der Weltmeisterschaft
- 2009 Goldmedaille bei der Weltmeisterschaft
- 2009 Topscorer der Weltmeisterschaft

## Karrierestatistik

### International
(Legende zur Spielerstatistik: Sp oder GP = absolvierte Spiele; T oder G = erzielte Tore; V oder A = erzielte Assists; Pkt oder Pts = erzielte Scorerpunkte; SM oder PIM = erhaltene Strafminuten; +/− = Plus/Minus-Bilanz; PP = erzielte Überzahltore; SH = erzielte Unterzahltore; GW = erzielte Siegtore; 1 Play-downs/Relegation; Kursiv: Statistik nicht vollständig)